# Synagelides huangsangensis
Synagelides huangsangensis là một loài nhện trong họ Salticidae.
Loài này thuộc chi Synagelides. Synagelides huangsangensis được Peng et al miêu tả năm 1998..